# Aérodrome de Duxford
L'aérodrome de Duxford (code OACI : EGSU) est un aérodrome situé à 15 km au sud de Cambridge, dans la paroisse de Duxford (Cambridgeshire) en Angleterre.
L'aérodrome appartient à l'Imperial War Museum (IWM) et est le site de l'Imperial War Museum Duxford et de l'American Air Museum.
L'aérodrome de Duxford dispose d'une licence ordinaire de l'autorité de l'aviation civile (CAA) (numéro P678) qui autorise les vols pour le transport public de passagers ou pour l'instruction au vol, comme autorisé par le titulaire de la licence (Cambridgeshire County Council). L'aérodrome n'est pas autorisé pour une utilisation nocturne.